# Ниссим, Ицхак
Ицхак Ниссим (ивр. יצחק נסים‎; 1896, Багдад, Османская империя — 9 августа 1981) — сефардский раввин и талмудист, Главный сефардский раввин Израиля (Ришон ле-Цион) в 1955—1973 годах. На посту Главного раввина Израиля был известен усилиями по налаживанию диалога между еврейскими этническими общинами, а также религиозными и светскими гражданами Израиля.

## Биография
Ицхак Ниссим родился в 1896 году в Багдаде. В 1906 году вместе с семьёй переехал в Палестину, но через несколько лет вернулся в Багдад. В молодости занимался торговлей, одновременно уделяя большое внимание изучению Галахи; поддерживал контакты с раввинами Эрец-Исраэль, Польши и Германии и быстро зарекомендовал себя как галахический авторитет.
В 1925 году Ниссим уже окончательно перебрался в Палестину, где учился у известного талмудиста Шломо Альфандари и в следующем году опубликовал со своим предисловием и комментариями сборник респонсов Цдаки Хоцина «Цдака у-мишпат» (с ивр. — «Милосердие и справедливость»). В дальнейшем много публиковался в религиозной прессе по вопросам Галахи; многие его статьи на эту тематику в 1947 году вошли в сборник «Ейн ха-тов» (с ивр. — «Доброе вино»). Его дом стал местом собраний знатоков Галахи и Талмуда, а его собрание книг на темы иудаизма было одним из лучших в мире.
В этот период, несмотря на важную роль, которую Ниссим играл в сефардской общине Палестины как религиозный авторитет, он избегал участия в общественной деятельности. Однако в 1955 году он был избран Главным сефардским раввином Израиля. С самого начала Ниссим проявил себя как независимый мыслитель и деятель, чьи выступления и поступки неоднократно вызывали раздражение политических лидеров. Это в частности выражалось во взятом им курсе на политическую независимость Главного раввината. В то же время большие усилия предпринимались Ниссимом для наведения мостов между различными группами населения: он посетил ряд кибуцев, в которых господствовала в то время антиклерикальная идеология, встречался с представителями диаспоры в разных странах. В своих выступлениях он использовал краткие формулировки, понятные для людей, далёких от галахических тонкостей. В начавшейся незадолго до его избрания Главным раввином дискуссии о том, следует ли признавать членов индийской общины Бней-Исраэль евреями, Ниссим решительно встал на их сторону. Одним из его шагов, вызвавших широкий общественный резонанс, стал отказ прибыть на церемонию встречи папы римского Павла VI в Мегиддо в ходе первого визита папы в независимый Израиль в 1964 году. Подоплёка этого поступка заключалась в опасениях, что если Главный раввин Израиля специально приедет, чтобы приветствовать главу католической церкви, без символического ответного жеста со стороны последнего, это создаст впечатление подчинённого положения иудаизма по отношению к христианству. Впоследствии оправданность этого демарша Ицхака Ниссима была признана даже теми кругами, которые поначалу его критиковали.
До Шестидневной войны 1967 года раввин Ниссим постоянно с сожалением указывал на тот факт, что в Старом городе Иерусалима не осталось евреев, которым также закрыт доступ к Храмовой горе. После Шестидневной войны он перенёс в Старый город Верховный раввинский суд, заседания которого с этого момента проходили в том же месте, где в эпоху независимых еврейских царств заседал Синедрион.
Ицхак Ниссим занимал пост Главного сефардского раввина Израиля на протяжении 18 лет, до 1973 года. В 1976 году Университетом имени Бар-Илана ему было присвоено почётное звание доктора. Он скончался днём Девятого ава 5741 года по еврейскому летосчислению (9 августа 1981 года). Сын Ицхака Ниссима, Моше Ниссим, был одним из лидеров вначале Либеральной партии Израиля, а затем блока «Ликуд».